# Махаюга
Мага-Юґа — поняття в індуїзмі, яке позначає об'єднання всіх юґ в одну хронологічну таблицю для легшого відліку часу. Мага-Юґа складається з чотирьох юґ: дева-юґи (царство богів, яке ще називають золотою епохою), трета-юґи (срібної епохи), дванарі-юґи (бронзової епохи) та калі-юґи (залізної епохи) - епохи брехні, падіння дгарми та моралі.
| Індуїзм | Це незавершена стаття про індуїзм. Ви можете допомогти проєкту, виправивши або дописавши її. |